# Rein Aun

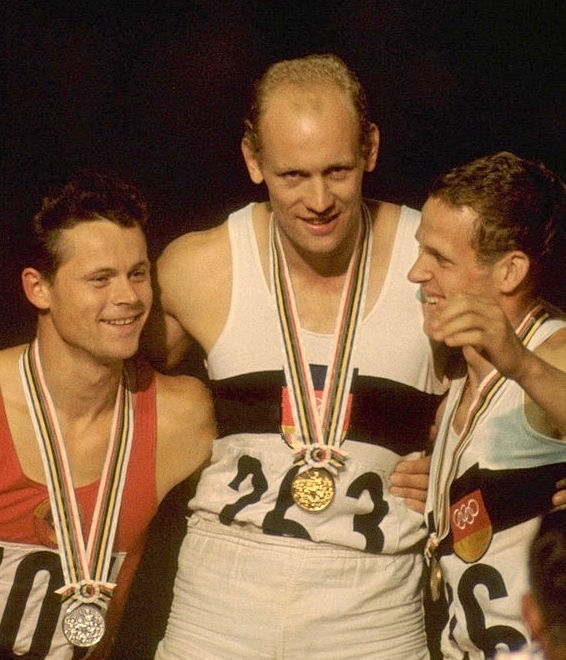
Von links: Rein Aun, Willi Holdorf, Hans-Joachim Walde 1964 (Olympische Spiele Tokio)

Rein Janowitsch Aun (russisch Рейн Янович Аун; * 5. Oktober 1940 in Tallinn, Estnische SSR; † 11. März 1995 ebenda) war ein sowjetischer Leichtathlet.

## Werdegang
Rein Aun verlor als Dreizehnjähriger seinen Vater. Er besuchte ein Sportgymnasium in Tallinn und widmete sich dort zunächst dem Langstreckenlauf, bevor er für den Zehnkampf ausgewählt wurde. Seine Studienzeit verbrachte Aun in Tartu, wo er sich dem VSS Kalev Tartu anschloss.
Bei den Olympischen Spielen 1964 in Tokio belegte er im Zehnkampf den zweiten Platz hinter den Deutschen Willi Holdorf und vor Hans-Joachim Walde. Er erreichte 7842 Punkte (10,9 s – 7,22 m – 13,82 m – 1,93 m – 48,8 s – 15,9 s – 44,19 m – 4,20 m – 59,06 m – 4:22,3 Min). Nach dem abschließenden 1500-Rennen hob er den völlig entkräftet zusammengebrochenen Gesamtsieger Holdorf auf und gratulierte ihm trotz seiner knappen Niederlage als erster. Bei den Europameisterschaften 1966 in Budapest belegte er Platz 5 mit 7378 Punkten hinter vier Deutschen. Seine persönliche Bestleistung stellte Aun 1968 mit 8026 Punkten auf (7898 Punkte nach der seit 1985 gültigen Wertung). Bei den Olympischen Spielen 1968 gab er nach vier Disziplinen auf. Sein Wettkampfgewicht waren 86 kg bei einer Größe von 1,90 m.
Aun starb 1995 nach einem schweren Fieberanfall.
Sein Sohn 1964 geborener Sohn Martin Aun ist ein ehemaliger Radsportler.